# Jules G.L. De Boeck
Jules G.L. De Boeck, belgijski general, * 16. oktober 1889, † 13. december 1952.